# Paralelogramma

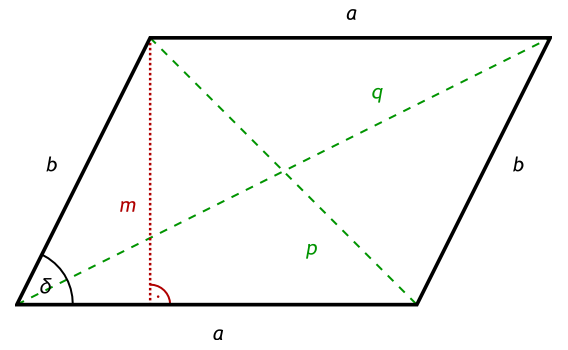
Egy paralelogramma és annak magassága, átlói

A paralelogramma olyan négyszög, amelynek két-két szemközti oldala párhuzamos. A középpontos szimmetria miatt két-két szemközti oldalának a hossza egyenlő, szemközti szögei váltószögek, egyenlők. Szomszédos szögei társszögek, tehát kiegészítő szögek. Átlói felezik egymást, metszéspontjuk a szimmetriaközéppont. Az átlók hosszának négyzetösszege megegyezik az oldalak hosszának négyzetösszegével.
Területét egyik oldalának és az erre az oldalra merőleges magasságának szorzata, illetve két szomszédos oldalának és az ezek által bezárt szög szinuszának szorzata (két szomszédos oldalvektor vektoriális szorzatának hossza) adja:
{\displaystyle T=am=ab\sin \delta =|\mathbf {a} \times \mathbf {b} |}
{\displaystyle K=2a+2b}
A paralelogrammák speciális esetei:
- Az olyan paralelogrammát, amelynek minden oldala egyenlő, rombusznak nevezzük.
- Ha egy paralelogramma szögei derékszögek, téglalapnak nevezzük.
- Ha a paralelogrammának a szögei és az oldalai is egyenlőek, akkor négyzet.

Bármilyen paralelogrammával többféleképpen is lefedhető a sík.
A paralelepipedon egy hatoldalú test, amelynek minden oldala paralelogramma.
Nyelvújításkori elnevezése egyenközény volt, de ez nem gyökerezett meg.